# Michael Dannereder
Michael Dannereder (* 25. September 1879 in Alkoven (Oberösterreich); † 8. Juni 1929 in Linz) war ein österreichischer Bäcker und Politiker der Sozialdemokratischen Arbeiterpartei Österreichs (SDAP).

## Leben und Beruf
Michael Dannereder hatte von 1897 bis 1904 seine Wanderjahre, war Oberbäcker und Leiter der Spatenbrotwerke (Arbeiter-Brotwerke) in Linz. 1903 gründete er die Backarbeiter-Organisation in Wels. Von 1905 bis 1920 war er Leiter der Ortsgruppe der Bäckereiorganisation in Linz, von 1913 bis 1918 Bezirksvertrauensmann. Ab dem 31. Dezember 1919 bis zum 9. November 1920 war er Mitglied der Konstituierenden Nationalversammlung; ab 1921 war er bis 1924 Mitglied des Linzer Gemeinderates und von 1922 bis 1925 Abgeordneter zum Oberösterreichischen Landtag. Ebenfalls von 1922 bis 1928 nahm er zusätzlich zu seinen politischen Aufgaben das Amt des Obmanns der politischen Sektion der oberösterreichischen Kammer für Arbeiter und Angestellte auf sich.